# Convenzione sul cancro professionale, 1974
La Convenzione sul cancro professionale, 1974 è la convenzione n. 139 dell'Organizzazione internazionale del lavoro (ILO), adottata il 24 giugno 1974, a seguito della riunione del 5 giugno 1974 a Ginevra della Conferenza generale dell’Organizzazione internazionale del lavoro, nel corso della sua 59ª sessione.
Obiettivo di tale convenzione è la prevenzione ed il controllo dei rischi professionali dovuti a sostanze e agenti cancerogeni.

## Ratifiche
A giugno 2023, la convenzione era stata ratificata da 50 Stati.